# Koagulaza

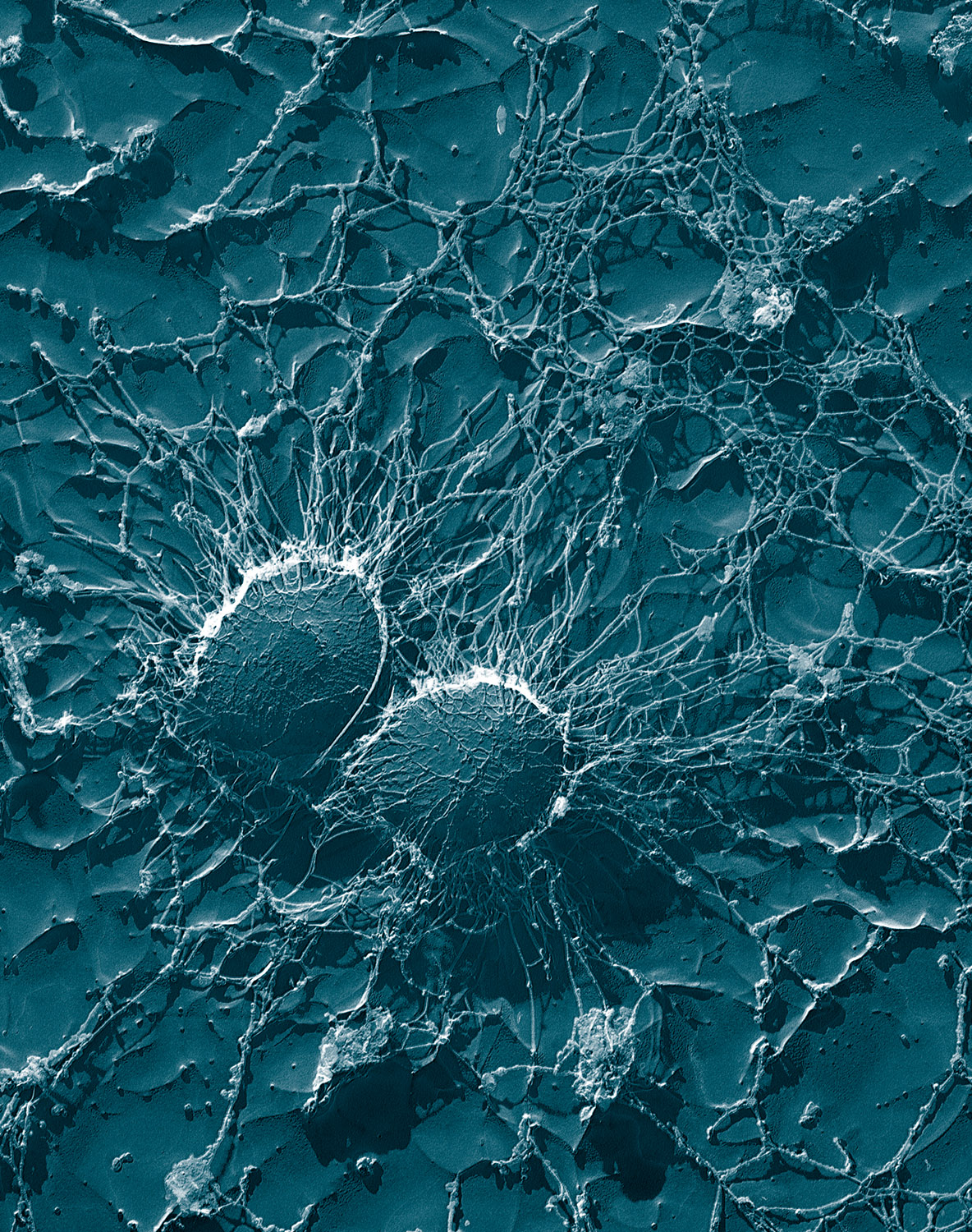
S. aureus tworzy fibrynową kapsułkę, która chroni go przed atakiem ze strony układu odpornościowego organizmu gospodarza. Obraz z transmisyjnego mikroskopu elektronowego, powiększenie 50 000×

Koagulaza – enzym produkowany przez niektóre mikroorganizmy, pozwalający na przemianę fibrynogenu w fibrynę. W laboratoriach zdolność do wytwarzania koagulazy jest wykorzystywana do odróżnienia różnych szczepów gronkowców (Staphylococcus spp.). Istotne jest, że Staphylococcus aureus jest zazwyczaj koagulazo-dodatni, w związku z tym ujemny wynik testu wyklucza identyfikację szczepu jako Staphylococcus aureus. Istnieją jednak doniesienia wskazujące, że nie wszystkie szczepy Staphylococcus aureus są koagulazo-dodatnie.
Koagulaza jest wytwarzana również przez Yersinia pestis.
Koagulaza reaguje z protrombiną we krwi. Powstały kompleks, nazywany stafylotrombiną, umożliwia przekształcenie fibrynogenu do fibryny. Sugeruje się, że gronkowce opłaszczone fibryną są odporne na fagocytozę, co dodatkowo zwiększa ich wirulencję. Koagulaza związana jest częścią większej rodziny białek MSCRAMM (ang. microbial surface components recognizing adhesive matrix molecules) zlokalizowanych w ścianie komórkowej bakterii.